# Yordenis Ugás
Yordenis Ugás Hernández (Santiago di Cuba, 14 luglio 1986) è un pugile cubano.

## Palmarès
- Olimpiadi

Pechino 2008: bronzo nei pesi leggeri.
- Mondiali - Dilettanti

Mianyang 2005: oro nei pesi leggeri.
- Giochi centramericani e caraibici

Cartagena 2006: oro nei pesi leggeri.
- Giochi panamericani

Rio de Janeiro 2007: oro nei pesi leggeri.
- Coppa del mondo

Mosca 2005: argento nei pesi leggeri.